# Szarża pod Prunaru
Szarża pod Prunaru – szarża rumuńskich ułanów (Roșiori) z 2. pułku kawalerii, dokonana podczas I wojny światowej 28 listopada 1916 roku.

## Tło wydarzeń
Jesienią 1916 połączone siły Niemiec i Austro-Węgier, wsparte przez oddziały bułgarskie i tureckie dążyły do zamknięcia i zniszczenia sił rumuńskich, znajdujących się pomiędzy Karpatami a Dunajem. Kluczową rolę odgrywały działania nad rzeką Argeș zmierzające do opanowania Bukaresztu.
27 listopada 1916 tzw. Grupa Koscha (złożona z niemieckiej 217. dywizji piechoty, 26. tureckiej dywizji piechoty i dywizji kawalerii Colmara Freiherr von der Goltza), dowodzona przez gen. Roberta Koscha ruszyła z Zimnicei w kierunku Bukaresztu. W tym czasie pomocnicze uderzenie w kierunku Giurgiu rozpoczęły dwie dywizje bułgarskie (1. i 12. dywizje piechoty). Próbę zatrzymania głównego uderzenia niemieckiego na rzece Teleorman podjęła 18. dywizja piechoty (dowodzona przez  gen. Alexandru Referandru). Kiedy wieś Prunaru została zajęta przez batalion niemieckich strzelców alpejskich, zaistniała realna groźba okrążenia rumuńskiej dywizji. Aby otworzyć drogę odwrotu dywizji, gen. Referandru wydał rozkaz przeprowadzenia szarży 2. pułkowi kawalerii (tzw. Roșiori), wspartemu przez 43. brygadę mieszaną.

## Przebieg bitwy
Rankiem 28 listopada na obrzeżach wsi Prunaru doszło do zaciekłych walk pomiędzy częścią 43. brygady a niemieckimi strzelcami alpejskimi. W gęstej mgle Niemcy rozpoczęli manewr okrążania oddziałów rumuńskich. Wtedy kilkutysięczny pułk kawalerii, z grzbietu dominującego nad wsią Prunaru, uderzył na pozycje niemieckie. Większość kawalerzystów została spieszona. Główną rolę w przełamaniu pozycji niemieckich miała odegrać szarża na wieś Prunaru, którą dowodził pułkownik Gheorghe Naumescu, a poszczególnymi szwadronami: kapitan Marin Vasiliescu, porucznicy Ion Danescu i Alexandru Budac.
Mimo zadania Niemcom poważnych strat w pierwszej fazie ataku, o losie rumuńskiego pułku zdecydowały niemieckie karabiny maszynowe ukryte w wiejskich domach, które krzyżowym ogniem zmasakrowały atakujących. Część żołnierzy rumuńskich walczyła do końca, mając za osłonę jedynie ciała zabitych koni. Jednym z bohaterów szarży był ppor Ion Hristea, który wraz z dwoma oficerami odłączył się od głównej grupy atakujących i po śmierci swoich towarzyszy, w pojedynkę zniszczył gniazdo karabinu maszynowego.
Trwającą trzy godziny bitwę przeżyło zaledwie 134 kawalerzystów 2. pułku. Według źródeł rumuńskich główną szarżę na wieś Prunaru przeprowadziło 300 Roşiori, spośród których poległo 209 żołnierzy i podoficerów oraz 7 oficerów. Wśród ocalałych był dowódca szarży, płk Gheorghe Naumescu, który został ciężko ranny i wzięty do niewoli (zmarł w szpitalu bułgarskim 3 lipca 1917).

## Skutki bitwy
Dzięki desperackiej szarży 2. pułku, 18. dywizja piechoty zyskała czas na przegrupowanie i wyjście z okrążenia. W kolejnych dniach wzięła udział w bitwie o Bukareszt.

## Pamięć o bitwie
W 1927 w Jassach stanął wykonany z brązu pomnik upamiętniający żołnierzy 2. brygady kawalerii (w skład której wchodził także 2. pułk), dłuta Ioana C. Dimitriu-Bârlada. Pomnik przedstawia jeźdźca z lancą w ręku, w towarzystwie anioła – symbolu poświęcenia. W 1930 z inicjatywy dowództwa 14. Brygady Kawalerii, na polu bitwy postawiono pomnik ku czci poległych kawalerzystów. Kamienny monument zwieńczony orłem zaprojektował Horia Miclescu.